# Baby Tonight
Baby Tonight – album studyjny Marlona Jacksona wydany przez Capitol Records w 1987 roku.

## Lista utworów
1. „Don't Go” – 4:09 (Marlon Jackson)
2. „To Get Away” – 4:20 (Marlon Jackson, Eric Van Tijn, Fred Maher, Jochen Fluitsma)
3. „When Will You Surrender” – 3:40 (Fred Maher)
4. „Lovely Eyes” – 4:22 (Marlon Jackson)
5. „Baby Tonight” – 4:32 (Marlon Jackson)
6. „Something Coming Down” – 4:11 (Marlon Jackson, Fred Maher)
7. „Life” – 4:04 (Marlon Jackson, Bryan Loren)
8. „She Never Cried” – 3:58 (Marlon Jackson, Fred Maher)
9. „Talk 2-U” – 4:23 (Marlon Jackson)
10. „Where Do I Stand” – 4:43 (Marlon Jackson)

- Wydanie na CD zawiera dodatkową ścieżkę pt. "Everyday Everynight"[1]

## Single i teledyski
- Don't Go - 1987
- Baby Tonight - 1987